# Liliom Verlag
Der Liliom Verlag, von Hans Mayer in München gegründet, hat heute seinen Sitz in Waging am See. Verlagsschwerpunkt ist deutsche Literatur, bayerische Literatur, häufig in Verbindung mit dem Rupertiwinkel und Chiemgau, außerdem historische Aufarbeitungen der Zeit des Nationalsozialismus.

## Geschichte und Verlagsprogramm
1995 erschienen die ersten Bücher im Liliom Verlag: Dissertationen sowie Schul- und Übungsbücher für Deutsch als Fremdsprache. Mit der Zeit kamen neben Kinderbüchern Lyrik und literarische Titel hinzu. Das Programm umfasst Satiren von Werner Fritz, bayerische Bücher von Karl Robel, wie die Rupertiwinkler Weihnachtsgschicht sowie Biografien einfacher Leute. 2009 gab der Liliom Verlag die Gestapo Verhörprotokolle Georg Elsers heraus.

## Autoren
Autoren sind Walter Bargen, Sepp Daxenberger, HongYu Ding, Werner Fritz, Dietmar Füssel, Karl Robel, Leonhard Michael Seidl, Josef Wittmann und andere.